# Canonica d'Adda
Canonica d'Adda är en ort och kommun i provinsen Bergamo i regionen Lombardiet i Italien. Kommunen hade 4 438 invånare (2018).